# 全国高等学校野球選手権大会 (鹿児島県勢)
全国高等学校野球選手権大会における鹿児島県勢の成績について記す。

## 大会結果
| 大会                  | 代表校                                         | 試合結果                                       | 試合結果                                       | 成績                                           |
| --------------------- | ---------------------------------------------- | ---------------------------------------------- | ---------------------------------------------- | ---------------------------------------------- |
| 第13回大会（1927年）  | 鹿児島商（南九州・初出場）                     | 1回戦                                          | ○ 8 - 0 和歌山中                               | ベスト8                                        |
| 第13回大会（1927年）  | 鹿児島商（南九州・初出場）                     | 2回戦                                          | ○ 7 - 3 鳥取一中                               | ベスト8                                        |
| 第13回大会（1927年）  | 鹿児島商（南九州・初出場）                     | 準々決勝                                       | ● 0 - 6 広陵中                                 | ベスト8                                        |
| 第14回大会（1928年）  | 鹿児島商（南九州・2年連続2回目）               | 1回戦                                          | ○ 6 - 3 早稲田実                               | 2回戦                                          |
| 第14回大会（1928年）  | 鹿児島商（南九州・2年連続2回目）               | 2回戦                                          | ● 2 - 3 松本商                                 | 2回戦                                          |
| 第15回大会（1929年）  | 鹿児島商（南九州・3年連続3回目）               | 1回戦                                          | ○ 9 - 2 北海中                                 | 2回戦                                          |
| 第15回大会（1929年）  | 鹿児島商（南九州・3年連続3回目）               | 2回戦                                          | ● 4 - 14 市岡中                                | 2回戦                                          |
| 第16回大会（1930年）  | 鹿児島二中（南九州・初出場）                   | 1回戦                                          | ● 2 - 4 小倉工                                 | 初戦敗退                                       |
| 第22回大会（1936年）  | 鹿児島商（南九州・7年ぶり4回目）               | 1回戦                                          | ● 2 - 3 鳥取一中                               | 初戦敗退                                       |
| 第28回大会（1946年）  | 鹿児島商（南九州・10年ぶり5回目）              | 2回戦                                          | ○ 11 - 4 一関中                                | ベスト8                                        |
| 第28回大会（1946年）  | 鹿児島商（南九州・10年ぶり5回目）              | 準々決勝                                       | ● 0 - 6 京都二中                               | ベスト8                                        |
| 第35回大会（1953年）  | 甲南（東九州・23年ぶり2回目）                  | 1回戦                                          | ● 0 - 6 明治                                   | 初戦敗退                                       |
| 第40回大会（1958年）  | 鹿児島玉龍（初出場）                           | 1回戦                                          | ● 3 - 9 法政二                                 | 初戦敗退                                       |
| 第42回大会（1960年）  | 出水商（初出場）                               | 1回戦                                          | ○ 3 - 0 旭川北                                 | 2回戦                                          |
| 第42回大会（1960年）  | 出水商（初出場）                               | 2回戦                                          | ● 4 - 7 北海                                   | 2回戦                                          |
| 第43回大会（1961年）  | 鹿児島実（初出場）                             | 1回戦                                          | ● 0 - 5 中京商                                 | 初戦敗退                                       |
| 第44回大会（1962年）  | 鹿児島商（16年ぶり6回目）                      | 1回戦                                          | ○ 5 - 0 天理                                   | ベスト8                                        |
| 第44回大会（1962年）  | 鹿児島商（16年ぶり6回目）                      | 2回戦                                          | ○ 2 - 0 広陵                                   | ベスト8                                        |
| 第44回大会（1962年）  | 鹿児島商（16年ぶり6回目）                      | 準々決勝                                       | ● 2 - 11 中京商                                | ベスト8                                        |
| 第45回大会（1963年）  | 鹿児島（初出場）                               | 1回戦                                          | ● 0 - 1 新潟商                                 | 初戦敗退                                       |
| 第46回大会（1964年）  | 鹿児島玉龍（6年ぶり2回目）                     | 1回戦                                          | ● 0 - 3 花巻商                                 | 初戦敗退                                       |
| 第47回大会（1965年）  | 鹿児島玉龍（2年連続3回目）                     | 1回戦                                          | ● 3 - 5 武相                                   | 初戦敗退                                       |
| 第48回大会（1966年）  | 鹿児島実（5年ぶり2回目）                       | 1回戦                                          | ● 1 - 6 三重                                   | 初戦敗退                                       |
| 第49回大会（1967年）  | 鹿児島（4年ぶり2回目）                         | 1回戦                                          | ● 0 - 3 仙台商                                 | 初戦敗退                                       |
| 第50回大会（1968年）  | 鹿児島商（5年ぶり7回目）                       | 1回戦                                          | ● 3 - 6 千葉商                                 | 初戦敗退                                       |
| 第51回大会（1969年）  | 鹿児島商（2年連続8回目）                       | 1回戦                                          | ○ 1 - 0 宇都宮学園                             | 2回戦                                          |
| 第51回大会（1969年）  | 鹿児島商（2年連続8回目）                       | 2回戦                                          | ● 0 - 1 松山商                                 | 2回戦                                          |
| 第52回大会（1970年）  | 鹿児島商工（初出場）                           | 1回戦                                          | ● 0 - 2 江津工                                 | 初戦敗退                                       |
| 第53回大会（1971年）  | 鹿児島玉龍（6年ぶり4回目）                     | 1回戦                                          | ○ 12 - 0 花巻北                                | ベスト8                                        |
| 第53回大会（1971年）  | 鹿児島玉龍（6年ぶり4回目）                     | 2回戦                                          | ○ 6 - 4 今治西                                 | ベスト8                                        |
| 第53回大会（1971年）  | 鹿児島玉龍（6年ぶり4回目）                     | 準々決勝                                       | ● 0 - 1 桐蔭学園                               | ベスト8                                        |
| 第54回大会（1972年）  | 鹿児島商（4年ぶり9回目）                       | 1回戦                                          | ● 2 - 3x 津久見                                | 初戦敗退                                       |
| 第55回大会（1973年）  | 鹿児島実（7年ぶり3回目）                       | 1回戦                                          | ● 1 - 2 日大山形                               | 初戦敗退                                       |
| 第56回大会（1974年）  | 鹿児島実（2年連続4回目）                       | 2回戦                                          | ○ 1 - 0 佼成学園                               | ベスト4                                        |
| 第56回大会（1974年）  | 鹿児島実（2年連続4回目）                       | 3回戦                                          | ○ 1 - 0 高岡商                                 | ベスト4                                        |
| 第56回大会（1974年）  | 鹿児島実（2年連続4回目）                       | 準々決勝                                       | ○ 5 - 4 東海大相模（延長15回）                 | ベスト4                                        |
| 第56回大会（1974年）  | 鹿児島実（2年連続4回目）                       | 準決勝                                         | ● 1 - 2x 防府商                                | ベスト4                                        |
| 第57回大会（1975年）  | 鹿児島商（3年ぶり10回目）                      | 2回戦                                          | ● 0 - 1 足利学園                               | 初戦敗退                                       |
| 第58回大会（1976年）  | 鹿児島実（2年ぶり5回目）                       | 2回戦                                          | ● 0 - 3 豊見城                                 | 初戦敗退                                       |
| 第59回大会（1977年）  | 鹿児島商工（7年ぶり2回目）                     | 2回戦                                          | ● 1 - 3 黒沢尻工                               | 初戦敗退                                       |
| 第60回大会（1978年）  | 鹿児島実（2年ぶり6回目）                       | 1回戦                                          | ● 3 - 4 静岡                                   | 初戦敗退                                       |
| 第61回大会（1979年）  | 鹿児島実（2年連続7回目）                       | 1回戦                                          | ● 2 - 4 相可                                   | 初戦敗退                                       |
| 第62回大会（1980年）  | 川内実（初出場）                               | 1回戦                                          | ● 1 - 3 双葉                                   | 初戦敗退                                       |
| 第63回大会（1981年）  | 鹿児島実（2年ぶり8回目）                       | 1回戦                                          | ○ 3 - 2 仙台育英                               | 2回戦                                          |
| 第63回大会（1981年）  | 鹿児島実（2年ぶり8回目）                       | 2回戦                                          | ● 4 - 6 鎮西                                   | 2回戦                                          |
| 第64回大会（1982年）  | 鹿児島商工（5年ぶり3回目）                     | 2回戦                                          | ○ 5 - 2 秋田経大付                             | 3回戦                                          |
| 第64回大会（1982年）  | 鹿児島商工（5年ぶり3回目）                     | 3回戦                                          | ● 6 - 8 比叡山                                 | 3回戦                                          |
| 第65回大会（1983年）  | 鹿児島実（2年ぶり9回目）                       | 1回戦                                          | ● 4 - 5 横浜商（延長10回）                     | 初戦敗退                                       |
| 第66回大会（1984年）  | 鹿児島商工（2年ぶり4回目）                     | 2回戦                                          | ○ 5 - 0 拓大紅陵                               | ベスト8                                        |
| 第66回大会（1984年）  | 鹿児島商工（2年ぶり4回目）                     | 3回戦                                          | ○ 2 - 0 桐蔭学園                               | ベスト8                                        |
| 第66回大会（1984年）  | 鹿児島商工（2年ぶり4回目）                     | 準々決勝                                       | ● 5 - 7 取手二                                 | ベスト8                                        |
| 第67回大会（1985年）  | 鹿児島商工（2年連続5回目）                     | 1回戦                                          | ○ 6x - 5 北陸大谷                              | ベスト8                                        |
| 第67回大会（1985年）  | 鹿児島商工（2年連続5回目）                     | 2回戦                                          | ○ 2 - 1 徳島商                                 | ベスト8                                        |
| 第67回大会（1985年）  | 鹿児島商工（2年連続5回目）                     | 3回戦                                          | ○ 6x - 5 沖縄水産                              | ベスト8                                        |
| 第67回大会（1985年）  | 鹿児島商工（2年連続5回目）                     | 準々決勝                                       | ● 3 - 5 宇部商                                 | ベスト8                                        |
| 第68回大会（1986年）  | 鹿児島商（11年ぶり11回目）                     | 1回戦                                          | ○ 8 - 4 松商学園                               | ベスト4                                        |
| 第68回大会（1986年）  | 鹿児島商（11年ぶり11回目）                     | 2回戦                                          | ○ 4 - 1 県岐阜商                               | ベスト4                                        |
| 第68回大会（1986年）  | 鹿児島商（11年ぶり11回目）                     | 3回戦                                          | ○ 11 - 3 前橋商                                | ベスト4                                        |
| 第68回大会（1986年）  | 鹿児島商（11年ぶり11回目）                     | 準々決勝                                       | ○ 3 - 1 東洋大姫路                             | ベスト4                                        |
| 第68回大会（1986年）  | 鹿児島商（11年ぶり11回目）                     | 準決勝                                         | ● 6 - 8 天理                                   | ベスト4                                        |
| 第69回大会（1987年）  | 鹿児島商工（2年ぶり6回目）                     | 2回戦                                          | ○ 3x - 2 足利工（延長10回）                    | 3回戦                                          |
| 第69回大会（1987年）  | 鹿児島商工（2年ぶり6回目）                     | 3回戦                                          | ● 1 - 4 中京                                   | 3回戦                                          |
| 第70回大会（1988年）  | 鹿児島商（2年ぶり12回目）                      | 1回戦                                          | ○ 9 - 0 学法石川                               | 2回戦                                          |
| 第70回大会（1988年）  | 鹿児島商（2年ぶり12回目）                      | 2回戦                                          | ● 0 - 4 米子商                                 | 2回戦                                          |
| 第71回大会（1989年）  | 鹿児島商工（2年ぶり7回目）                     | 1回戦                                          | ● 4 - 7 仙台育英                               | 初戦敗退                                       |
| 第72回大会（1990年）  | 鹿児島実（7年ぶり10回目）                      | 1回戦                                          | ○ 9 - 0 日大山形                               | ベスト8                                        |
| 第72回大会（1990年）  | 鹿児島実（7年ぶり10回目）                      | 2回戦                                          | ○ 4 - 3 高知商（延長12回）                     | ベスト8                                        |
| 第72回大会（1990年）  | 鹿児島実（7年ぶり10回目）                      | 3回戦                                          | ○ 4 - 2 松山商                                 | ベスト8                                        |
| 第72回大会（1990年）  | 鹿児島実（7年ぶり10回目）                      | 準々決勝                                       | ● 3 - 4 西日本短大付                           | ベスト8                                        |
| 第73回大会（1991年）  | 鹿児島実（2年連続11回目）                      | 2回戦                                          | ○ 5 - 3 旭川工                                 | ベスト4                                        |
| 第73回大会（1991年）  | 鹿児島実（2年連続11回目）                      | 3回戦                                          | ○ 5x - 4 桐蔭学園                              | ベスト4                                        |
| 第73回大会（1991年）  | 鹿児島実（2年連続11回目）                      | 準々決勝                                       | ○ 7 - 3 市川                                   | ベスト4                                        |
| 第73回大会（1991年）  | 鹿児島実（2年連続11回目）                      | 準決勝                                         | ● 6 - 7 沖縄水産                               | ベスト4                                        |
| 第74回大会（1992年）  | 鹿児島商工（3年ぶり8回目）                     | 1回戦                                          | ● 2 - 3x 県岐阜商                              | 初戦敗退                                       |
| 第75回大会（1993年）  | 鹿児島商工（2年連続9回目）                     | 1回戦                                          | ○ 4x - 3 東濃実                                | 3回戦                                          |
| 第75回大会（1993年）  | 鹿児島商工（2年連続9回目）                     | 2回戦                                          | ○ 3 - 0 堀越（8回降雨コールド）                | 3回戦                                          |
| 第75回大会（1993年）  | 鹿児島商工（2年連続9回目）                     | 3回戦                                          | ● 0 - 1 常総学院                               | 3回戦                                          |
| 第76回大会（1994年）  | 樟南（3年連続10回目）                          | 2回戦                                          | ○ 8 - 2 秋田                                   | 準優勝                                         |
| 第76回大会（1994年）  | 樟南（3年連続10回目）                          | 3回戦                                          | ○ 4 - 1 双葉                                   | 準優勝                                         |
| 第76回大会（1994年）  | 樟南（3年連続10回目）                          | 準々決勝                                       | ○ 14 - 5 長崎北陽台                            | 準優勝                                         |
| 第76回大会（1994年）  | 樟南（3年連続10回目）                          | 準決勝                                         | ○ 10 - 2 柳ヶ浦                                | 準優勝                                         |
| 第76回大会（1994年）  | 樟南（3年連続10回目）                          | 決勝                                           | ● 4 - 8 佐賀商                                 | 準優勝                                         |
| 第77回大会（1995年）  | 鹿児島商（7年ぶり13回目）                      | 1回戦                                          | ○ 8 - 3 水戸商                                 | 2回戦                                          |
| 第77回大会（1995年）  | 鹿児島商（7年ぶり13回目）                      | 2回戦                                          | ● 13 - 15 旭川実                               | 2回戦                                          |
| 第78回大会（1996年）  | 鹿児島実（5年ぶり12回目）                      | 1回戦                                          | ○ 6 - 4 富山商                                 | ベスト8                                        |
| 第78回大会（1996年）  | 鹿児島実（5年ぶり12回目）                      | 2回戦                                          | ○ 5 - 3 市船橋                                 | ベスト8                                        |
| 第78回大会（1996年）  | 鹿児島実（5年ぶり12回目）                      | 3回戦                                          | ○ 9 - 2 倉敷工                                 | ベスト8                                        |
| 第78回大会（1996年）  | 鹿児島実（5年ぶり12回目）                      | 準々決勝                                       | ● 2 - 5 松山商                                 | ベスト8                                        |
| 第79回大会（1997年）  | 鹿児島実（2年連続13回目）                      | 1回戦                                          | ● 2 - 4 浜松工                                 | 初戦敗退                                       |
| 第80回大会（1998年）  | 鹿児島実（3年連続14回目）                      | 1回戦                                          | ○ 4 - 0 八戸工大一                             | 2回戦                                          |
| 第80回大会（1998年）  | 鹿児島実（3年連続14回目）                      | 2回戦                                          | ● 0 - 6 横浜                                   | 2回戦                                          |
| 第81回大会（1999年）  | 樟南（5年ぶり11回目）                          | 1回戦                                          | ○ 4 - 0 秋田                                   | ベスト4                                        |
| 第81回大会（1999年）  | 樟南（5年ぶり11回目）                          | 2回戦                                          | ○ 10 - 1 新湊                                  | ベスト4                                        |
| 第81回大会（1999年）  | 樟南（5年ぶり11回目）                          | 3回戦                                          | ○ 2 - 1 都城                                   | ベスト4                                        |
| 第81回大会（1999年）  | 樟南（5年ぶり11回目）                          | 準々決勝                                       | ○ 4 - 0 青森山田                               | ベスト4                                        |
| 第81回大会（1999年）  | 樟南（5年ぶり11回目）                          | 準決勝                                         | ● 0 - 2 桐生第一                               | ベスト4                                        |
| 第82回大会（2000年）  | 樟南（2年連続12回目）                          | 1回戦                                          | ○ 4 - 1 山梨学院大付                           | ベスト8                                        |
| 第82回大会（2000年）  | 樟南（2年連続12回目）                          | 2回戦                                          | ○ 3 - 0 浜松商                                 | ベスト8                                        |
| 第82回大会（2000年）  | 樟南（2年連続12回目）                          | 3回戦                                          | ○ 11 - 3 松商学園                              | ベスト8                                        |
| 第82回大会（2000年）  | 樟南（2年連続12回目）                          | 準々決勝                                       | ● 1 - 2 光星学院                               | ベスト8                                        |
| 第83回大会（2001年）  | 樟南（3年連続13回目）                          | 1回戦                                          | ● 7 - 11 日大三                                | 初戦敗退                                       |
| 第84回大会（2002年）  | 樟南（4年連続14回目）                          | 1回戦                                          | ● 0 - 1 一関学院                               | 初戦敗退                                       |
| 第85回大会（2003年）  | 樟南（5年連続15回目）                          | 2回戦                                          | ● 2 - 3 桐生第一                               | 初戦敗退                                       |
| 第86回大会（2004年）  | 鹿児島実（6年ぶり15回目）                      | 2回戦                                          | ● 0 - 1 修徳                                   | 初戦敗退                                       |
| 第87回大会（2005年）  | 樟南（2年ぶり16回目）                          | 2回戦                                          | ○ 13 - 4 花巻東                                | ベスト8                                        |
| 第87回大会（2005年）  | 樟南（2年ぶり16回目）                          | 3回戦                                          | ○ 6 - 2 銚子商                                 | ベスト8                                        |
| 第87回大会（2005年）  | 樟南（2年ぶり16回目）                          | 準々決勝                                       | ● 1 - 9 京都外大西                             | ベスト8                                        |
| 第88回大会（2006年）  | 鹿児島工（初出場）                             | 2回戦                                          | ○ 3 - 2 高知商                                 | ベスト4                                        |
| 第88回大会（2006年）  | 鹿児島工（初出場）                             | 3回戦                                          | ○ 9 - 3 香川西                                 | ベスト4                                        |
| 第88回大会（2006年）  | 鹿児島工（初出場）                             | 準々決勝                                       | ○ 3 - 2 福知山成美（延長10回）                 | ベスト4                                        |
| 第88回大会（2006年）  | 鹿児島工（初出場）                             | 準決勝                                         | ● 0 - 5 早稲田実                               | ベスト4                                        |
| 第89回大会（2007年）  | 神村学園（初出場）                             | 1回戦                                          | ○ 6 - 3 金光大阪                               | 2回戦                                          |
| 第89回大会（2007年）  | 神村学園（初出場）                             | 2回戦                                          | ● 2 - 9 帝京                                   | 2回戦                                          |
| 第90回大会（2008年）  | 鹿児島実（4年ぶり16回目）                      | 1回戦                                          | ○ 14 - 1 日大鶴ヶ丘                            | 3回戦                                          |
| 第90回大会（2008年）  | 鹿児島実（4年ぶり16回目）                      | 2回戦                                          | ○ 4 - 1 宮崎商（延長12回）                     | 3回戦                                          |
| 第90回大会（2008年）  | 鹿児島実（4年ぶり16回目）                      | 3回戦                                          | ● 3 - 7 報徳学園                               | 3回戦                                          |
| 第91回大会（2009年）  | 樟南（5年ぶり17回目）                          | 2回戦                                          | ● 1 - 3 九州国際大付                           | 初戦敗退                                       |
| 第92回大会（2010年）  | 鹿児島実（2年ぶり17回目）                      | 2回戦                                          | ○ 15 - 0 能代商                                | 3回戦                                          |
| 第92回大会（2010年）  | 鹿児島実（2年ぶり17回目）                      | 3回戦                                          | ● 7 - 8 九州学院（延長10回）                   | 3回戦                                          |
| 第93回大会（2011年）  | 神村学園（4年ぶり2回目）                       | 1回戦                                          | ● 3 - 5 能代商                                 | 初戦敗退                                       |
| 第94回大会（2012年）  | 神村学園（2年連続3回目）                       | 2回戦                                          | ○ 3 - 2 智弁和歌山                             | 3回戦                                          |
| 第94回大会（2012年）  | 神村学園（2年連続3回目）                       | 3回戦                                          | ● 4 - 9 光星学院                               | 3回戦                                          |
| 第95回大会（2013年）  | 樟南（4年ぶり18回目）                          | 1回戦                                          | ○ 1 - 0 佐世保実                               | 2回戦                                          |
| 第95回大会（2013年）  | 樟南（4年ぶり18回目）                          | 2回戦                                          | ● 0 - 1 前橋育英                               | 2回戦                                          |
| 第96回大会（2014年）  | 鹿屋中央（初出場）                             | 1回戦                                          | ○ 2x - 1 市和歌山（延長12回）                  | 2回戦                                          |
| 第96回大会（2014年）  | 鹿屋中央（初出場）                             | 2回戦                                          | ● 1 - 4 星稜                                   | 2回戦                                          |
| 第97回大会（2015年）  | 鹿児島実（5年ぶり18回目）                      | 1回戦                                          | ○ 18 - 4 北海                                  | 2回戦                                          |
| 第97回大会（2015年）  | 鹿児島実（5年ぶり18回目）                      | 2回戦                                          | ● 3 - 7 中京大中京                             | 2回戦                                          |
| 第98回大会（2016年）  | 樟南（3年ぶり19回目）                          | 1回戦                                          | ○ 9 - 1 京都翔英                               | 2回戦                                          |
| 第98回大会（2016年）  | 樟南（3年ぶり19回目）                          | 2回戦                                          | ● 3 - 6 花咲徳栄                               | 2回戦                                          |
| 第99回大会（2017年）  | 神村学園（5年ぶり4回目）                       | 2回戦                                          | ○ 3x - 2 京都成章                              | 3回戦                                          |
| 第99回大会（2017年）  | 神村学園（5年ぶり4回目）                       | 3回戦                                          | ● 8 - 9x 明豊（延長12回）                      | 3回戦                                          |
| 第100回大会（2018年） | 鹿児島実（3年ぶり19回目）                      | 1回戦                                          | ● 1 - 5 金足農                                 | 初戦敗退                                       |
| 第101回大会（2019年） | 神村学園（2年ぶり5回目）                       | 1回戦                                          | ○ 7 - 2 佐賀北                                 | 2回戦                                          |
| 第101回大会（2019年） | 神村学園（2年ぶり5回目）                       | 2回戦                                          | ● 3 - 4 高岡商                                 | 2回戦                                          |
| 第102回大会（2020年） | （新型コロナウイルス感染症流行による大会中止） | （新型コロナウイルス感染症流行による大会中止） | （新型コロナウイルス感染症流行による大会中止） | （新型コロナウイルス感染症流行による大会中止） |
| 第103回大会（2021年） | 樟南（5年ぶり20回目）                          | 2回戦                                          | ● 0 - 2 三重                                   | 初戦敗退                                       |
| 第104回大会（2022年） | 鹿児島実（4年ぶり20回目）                      | 2回戦                                          | ● 1 - 2 明秀日立                               | 初戦敗退                                       |
| 第105回大会（2023年） | 神村学園（4年ぶり6回目）                       | 1回戦                                          | ○ 10 - 2 立命館宇治                            | ベスト4                                        |
| 第105回大会（2023年） | 神村学園（4年ぶり6回目）                       | 2回戦                                          | ○ 11 - 1 市和歌山                              | ベスト4                                        |
| 第105回大会（2023年） | 神村学園（4年ぶり6回目）                       | 3回戦                                          | ○ 10 - 4 北海                                  | ベスト4                                        |
| 第105回大会（2023年） | 神村学園（4年ぶり6回目）                       | 準々決勝                                       | ○ 6 - 0 おかやま山陽                           | ベスト4                                        |
| 第105回大会（2023年） | 神村学園（4年ぶり6回目）                       | 準決勝                                         | ● 2 - 6 仙台育英                               | ベスト4                                        |
| 第106回大会（2024年） | 神村学園（2年連続7回目）                       | 1回戦                                          | ○ 8 - 5 木更津総合                             | ベスト４                                       |
| 第106回大会（2024年） | 神村学園（2年連続7回目）                       | 2回戦                                          | ○ 4 - 3 中京大中京                             | ベスト４                                       |
| 第106回大会（2024年） | 神村学園（2年連続7回目）                       | 3回戦                                          | ○ 7 - 1 岡山学芸館                             | ベスト４                                       |
| 第106回大会（2024年） | 神村学園（2年連続7回目）                       | 準々決勝                                       | ○ 8 - 2 大社                                   | ベスト４                                       |
| 第106回大会（2024年） | 神村学園（2年連続7回目）                       | 準決勝                                         | ● 1 - 2 関東第一                               | ベスト４                                       |
| 第107回大会（2025年） | 神村学園（3年連続8回目）                       | 2回戦                                          | ● 0 - 1 創成館                                 | 初戦敗退                                       |

## 通算成績
| 出場 | 試合 | 勝利 | 敗戦 | 引分 | 勝率 | 優勝 | 準優勝 | ベスト4 | ベスト8 |
| ---- | ---- | ---- | ---- | ---- | ---- | ---- | ------ | ------- | ------- |
| 73   | 148  | 75   | 73   | 0    | .506 | 0    | 1      | 7       | 10      |

## 学校別成績
| 校名       | 出場 | 勝敗     | 直近出場 | 最高成績 | 前身校     |
| ---------- | ---- | -------- | -------- | -------- | ---------- |
| 樟南       | 20回 | 24勝20敗 | 2021年   | 準優勝   | 鹿児島商工 |
| 鹿児島実   | 20回 | 18勝20敗 | 2022年   | ベスト4  |            |
| 鹿児島商   | 13回 | 14勝13敗 | 1995年   | ベスト4  |            |
| 神村学園   | 8回  | 12勝8敗  | 2025年   | ベスト4  |            |
| 鹿児島玉龍 | 4回  | 2勝4敗   | 1974年   | ベスト8  |            |
| 甲南       | 2回  | 0勝2敗   | 1953年   | 初戦敗退 | 鹿児島二中 |
| 鹿児島     | 2回  | 0勝2敗   | 1967年   | 初戦敗退 |            |
| 鹿児島工   | 1回  | 3勝1敗   | 2006年   | ベスト4  |            |
| 出水商     | 1回  | 1勝1敗   | 1960年   | 2回戦    |            |
| 鹿屋中央   | 1回  | 1勝1敗   | 2014年   | 2回戦    |            |
| れいめい   | 1回  | 0勝1敗   | 1980年   | 初戦敗退 | 川内実     |